# Novi Zagreb – zapad
Novi Zagreb – zapad – dzielnica Zagrzebia, stolicy Chorwacji. Zlokalizowana jest w południowej części miasta, ma 48 981 mieszkańców (rok 2001) i 63 km² powierzchni.

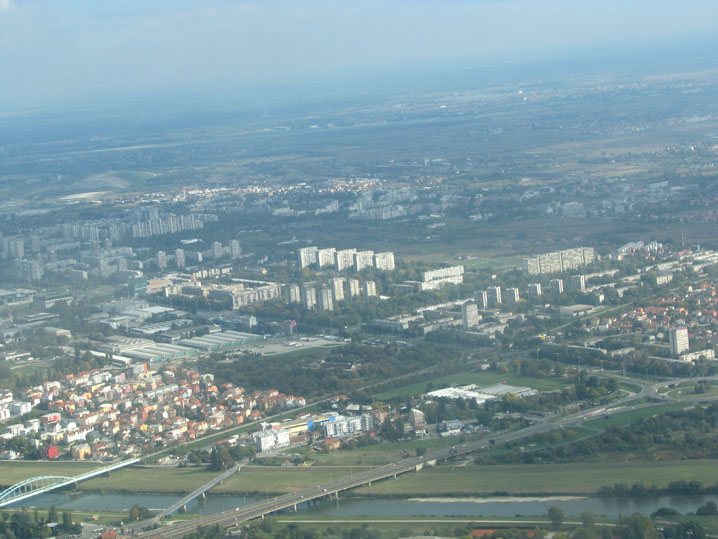
Dzielnica z lotu ptaka

Obejmuje południowo-zachodnią część Zagrzebia oraz miejscowości (naselja): Donji Čehi, Gornji Čehi, Hrašće Turopoljsko, Hrvatski Leskovac, Ježdovec, Lučko, Mala Mlaka, Odra. Dzielnica Novi Zagreb – zapad graniczy od wschodu z dzielnicą Novi Zagreb – istok, od południa – z dzielnicą Brezovica, a od północy przez rzekę Sawę – z dzielnicami Podsused – Vrapče, Stenjevec, Trešnjevka – jug i Trnje.